# تخت‌دندانان
تخت‌دندانان (نام علمی: Placodontia) نام یک راسته از فراراسته سوسماربالان است.